# Klara Mira Vujić
Klara Mira Vujić (Gornji Tavankut, 8. kolovoza 1944.), naivna umjetnica u tehnici slame. Rodom je bačka Hrvatica.

## Životopis
Rodila se u Gornjem Tavankutu 1944. godine. Živi u Bajmaku. Slikarskim se radom u slami bavi od 1988. godine. Izlaže od 1989. godine. Skupno je izlagala na preko 27 izložbi u domovini i inozemstvu.